# Javier Manjarín
Javier Manjarín Pereda (Gijón, 31 dicembre 1969) è un ex calciatore spagnolo, di ruolo attaccante.

## Carriera

### Club
Cresciuto nello Sporting Gijón, debuttò in prima squadra nel 1989, giocando quattro campionati. Successivamente ha militato nel Deportivo La Coruña per sei stagioni (1993-1999), vincendo una Coppa del Re e una Supercoppa di Lega (1995), nel Racing Santander, nel Celaya e nel Santos Laguna (questi ultimi due club messicani), chiudendo la carriera nel 2003.

### Nazionale
Ha collezionato 13 presenze e 2 reti in Nazionale tra il 1993 e il 1997, disputando la fase finale di Euro'96 (segnando un gol) e ha militato nella selezione olimpica ai Giochi olimpici 1992 (vincendo la medaglia d'oro).

## Palmarès

### Club
- Coppa di Spagna: 1

Deportivo La Coruña: 1994-1995
- Supercoppa di Spagna: 1

Deportivo La Coruña: 1995

### Nazionale
- Oro olimpico: 1

Barcellona 1992